# Carpinus insularis
Carpinus insularis — вид квіткових рослин з родини березових. Поширення: пд. Китай (Гонконг). Новий вид подібний до C. hebestroma Yamamoto та C. polyneura Franch., але відрізняється кущистою звичкою, 13–16 парами бічних жилок листя, гострою верхівкою листка, коротшими мукронатами крайових зубців листка, плодовими приквітками завдовжки 8–14 мм, широко напівяйцеподібними або напівяйцеподібними, та горішками, рідко смолистими, залозистими та густо ворсинчастими на верхівці.

## Біоморфологічна характеристика
Це листопадний кущ заввишки 3 м; кора сіра. Гілочки пурпурно-коричневі, спочатку рідко ворсинчасті та сочевичасті, пізніше голі. Ніжка листка 6–10 мм, спочатку адаксіально (верх) ворсинчаста й запушена, пізніше гола, знизу запушений або гола. Листкова пластинка овально-ланцетна, 4–6 × 1.5–2 см, товсто папірчаста, середня жилка адаксіально та абаксіально ворсинчаста, бічні жилки абаксіально ворсинчасті, основа закруглена, край просто мукронатно-пилчастий (або рідко подвійно мукронатно-пилчастий) з короткими мукронатами до 0.3 мм завдовжки на зазубренностях, верхівка гостра, бічних жилок 13–16 з кожного боку середньої жилки. Супліддя разом з плодоніжкою 3–4 см завдовжки, ворсинчасте та запушене. Горішки яйцеподібні, 2.5–3.5 мм завдовжки, рідко смолисто-залозисті, густо ворсинчасті на верхівці, виражено 8–10-ребристі. Час цвітіння невідомий; плодоносить з серпня по жовтень.

## Середовище
Carpinus insularisis наразі відомий лише з типового місця знаходження. Росте в заростях на схилі пагорба на висоті 190 м. У типовій місцевості ми виявили лише популяцію, що складається приблизно з десяти статевозрілих особин, на площі близько 100 м² на крутому схилі, і нам не вдалося виявити інших популяцій, попри вичерпний пошук.